# 杨树岭镇
杨树岭镇，是中华人民共和国河北省承德市平泉市下辖的一个乡镇级行政单位。

## 行政区划
杨树岭镇下辖以下地区：
三座店社区村、水泉沟村、北地村、宋杖子村、东王杖子村、纪家营村、方杖子村、槽碾沟村、狮子庙村、小烈山村、耿家沟村、东大庙村、排杖子村、王家营村、双庙村、朱家沟村、许杖子村、五道梁子村、樱桃沟村和陈杖子村。